# George Boley
George Eutychianus Saigbe Boley (* 7. Dezember 1949 in Putu; Liberia) ist ein liberianischer Politiker, er war Minister des liberianischen Präsidenten William R. Tolbert junior und des späteren Präsidenten Samuel K. Doe. Boley gilt als eine zentrale Figur im Liberianischen Bürgerkrieg.

## Leben

### Herkunft, Familie und Berufsausbildung
Der zum westafrikanischen Volk der Krahn gehörende Boley wurde 1945 in Liberia geboren. Boley erwarb in den USA einen Hochschulabschluss am State University College Brockport und ist Doktor der Philosophie. Er ist mit einer US-Amerikanerin verheiratet und hat sieben Kinder, sein Sohn Christian Boley studierte an der University of Maryland und ist ein bekannter Wrestler. Boley besitzt auch die Staatsbürgerschaft der USA.

### Aufstieg und Fall in der Regierung Tolbert
In den 1970er Jahren kehrte Boley in seine Heimat Liberia zurück und arbeitete in der Verwaltung. Er wurde von Präsident Tolbert als „Juniorminister für Bildung“ in seine Regierung berufen und wurde dort politisch aktiv, um seine Volksgruppe (Krahn) zu unterstützen.
Verschiedene Ursachen führten 1979 in Liberia zu einer Staatskrise, auf die die angeschlagene Regierung Tolbert mit Polizeigewalt und Repressalien gegen die Bevölkerung reagierte. In der Regierung kam es zu einem heftigen Streit über den weiteren Kurs der Regierungspolitik, hierbei verlangte der damalige Justizminister Joseph Chesson ein hartes Durchgreifen, um die Lage zu stabilisieren. Boley hatte in dieser Zeit mehrfach Kontakte zu politischen Oppositionellen, dies führte auf Betreiben Chessons am 10. März 1980 zur sofortigen Inhaftierung Boleys und war mit dem Verlust seiner staatsbürgerlichen Rechte und politischen Mandate verbunden. Ein liberianisches Standgericht verurteilte Boley unverzüglich wegen Hochverrats zum Tode und bestimmte das Datum seiner Hinrichtung für den 14. April 1980.
Der bereits am 12. April 1980 erfolgte Militärputsch des Samuel K. Doe rettete ihm das Leben und verhalf ihm zur Freiheit, sein Widersacher – Justizminister Joseph Chesson – wurde von den Putschisten getötet.

### Erneuter Aufstieg in der Regierung Doe
Boley wurde, als Doe eine Zivil-Regierung zu bilden begann, von diesem als „Minister of Presidential Affairs“ berufen, später wurde er bei einer Kabinettsumbildung „Minister of Education“. Beide Politiker gehören zum Volk der Krahn. Boleys Aktivitäten in der Regierung richteten sich anfangs gegen überlebende Anhänger der Tolbert-Regierung, denen er Korruption und Vetternwirtschaft vorwarf, er war im Besitz entsprechender Unterlagen, wurde aber von Doe bei diesem Vorhaben gestoppt, denn Boleys Vorhaben hatte den Anschein eines Rachefeldzuges.

### Flucht in die USA
Der Ausbruch des Liberianischen Bürgerkrieges führte nach der Ermordung Does im September 1990 zu Anarchie und Chaos in Liberia. Boley flüchtete zunächst mit seiner Familie in die USA, lebte und arbeitete in seiner Wahlheimat im US-Bundesstaat New York als angesehener Bürger.

### Rückkehr nach Liberia
Auf Drängen seiner Anhänger kehrte Boley 1993 nach Liberia zurück, um als militärischer Anführer seines Volkes zu kämpfen. Er wurde nun als Warlord zum erklärten Gegner der Warlords Charles Taylor und Yormie Johnson. Aus seinen Anhängern bildete Boley die Partei National Democratic Party of Liberia und nahm als Gegenkandidat bei den Präsidentschaftswahlen vom 19. Juli 1997 teil, bei denen er jedoch lediglich 1,26 Prozent errang.

### Boley wird Warlord
Nach dem Wahlsieg Taylors trat Boley der Opposition bei, als Warlord kontrollierte er nach dem erneuten Ausbruch des Bürgerkrieges den Südosten Liberias. In dieser Zeit wurden durch seine Anhänger in diesem Gebiet zahlreiche Kriegsverbrechen begangen. Als militärischer Anführer setzte Boley auch in seinen Reihen Kindersoldaten ein, was bei seiner Rückkehr in die USA, im Januar 2009, zur sofortigen Inhaftierung und Anklage als Kriegsverbrecher führte.

### Inhaftierung und Anklage als Kriegsverbrecher
Die Inhaftierung Boleys in den USA führte in Liberia zu heftigen Auseinandersetzungen, da seine Anhänger in ihm einen Volkshelden sehen, während die politischen Gegner ihn als Kriegsverbrecher brandmarken.
Zugleich besitzt der Fall eine politische Brisanz für die US-Justizgeschichte, da Boley zum Zeitpunkt der ihm vorgeworfenen Verbrechen bereits die US-Staatsbürgerschaft besaß.